# فت داک
فَت داک (انگلیسی: The Fat Duck) یک رستوران سطح بالا و عالی در بری واقع در انگلستان است که متعلق به سرآشپز هستون بلومنتال است. فَت داک که در ساختمانی قرن شانزدهمی قرار دارد، در ۱۶ اوت ۱۹۹۵ افتتاح شد. اگرچه در ابتدا غذایی شبیه به یک اغذیه‌فروشی فرانسوی عرضه می‌کرد، اما به زودی به دلیل دقت و ابتکارات خود شهرت پیدا کرد و در خط مقدم بسیاری از پیشرفت‌های آشپزی مدرن قرار گرفت. مانند هماهنگ سازی طعم‌ها غذا، پوشینه‌دار طعم و پخت‌وپز چند حسی. تعداد کارکنان آشپزخانه از ۴ نفر در روزهای نخست راه‌اندازی رستوران به ۴۲ نفر افزایش یافت که در نتیجه، در حال حاضر به ازای هر مشتری یک کارمند آشپزخانه وجود دارد.
فَت داک نخستین ستاره میشلن خود را در سال ۱۹۹۹، دومین ستاره خود را در سال ۲۰۰۲ و سومین ستاره خود را در سال ۲۰۰۴ به دست آورد و به یکی از هشت رستوران در بریتانیا تبدیل شد که سه ستاره میشلین را کسب کرده‌است. این رستوران سه ستاره خود را در سال ۲۰۱۶ از دست داد، زیرا در حال بازسازی ساختمان رستوران بود و کارشناسان امکان ارزیابی رستوران را نداشتند. این رستوران در سال ۲۰۱۷ هر سه ستاره را به دست آورد.
فَت داک به خاطر منوی چهارده غذای خود با غذاهایی مانند بستنیِ تخم‌مرغ و بیکن آماده‌شده با نیتروژن مایع، سوپ شبه لاک‌پشت الهام گرفته از ماجراهای آلیس در سرزمین عجایب شهرت دارد که مشتمل بر یک گوشتابه شبیه ساعت جیبی حل‌شده در چای است. همچنین غذایی به نام «صدای دریا» که شامل یک مولفه صوتی است. این رستوران دارای یک آزمایشگاه هم هست که در آن بلومنتال و تیمش مفاهیم جدید آشپزی را پژوهش کرده و تکامل می‌بخشند. در سال ۲۰۰۹، فَت داک گرفتار بزرگ‌ترین شیوع نوروویروس شد که تا به حال در یک رستوران ثبت شده و در نتیجهٔ آن بیش از ۴۰۰ مشتری رستوران بیمار شدند. در نهایت تعداد بیماران ۵۲۹ نفر گزارش شد.
این رستوران ۱۴ میز غذاخوری دارد می‌تواند از ۴۲ مشتری پذیرایی کند. میزهای این رستوران تا دو ماه بعد رزرو شده‌اند و در سال ۲۰۱۱ روزانه حدود ۳۰٬۰۰۰ تماس برای رزرو دریافت می‌کرد، اگرچه این رقم شامل افرادی نیز می‌شد که نمی‌توانستند تماس را برقرار کنند و دوباره شماره‌گیری می‌کردند.
در سال ۲۰۰۵، این رستوران در فهرست ۵۰ رستوران برتر جهان در رتبه اول قرار گرفت. پس از گذراندن ۱۱ سال در این فهرست، فَت داک به رتبهٔ ۷۳ در میان ۱۰۰ رستوران برتر سقوط کرد. فَت داک در موارد متعددی در رده دوم بهترین‌ها قرار گرفته‌است، یک بار پس از فرنچ لاندری و چهار مرتبه پس از بویی. در سال ۲۰۱۲ در رتبه سیزدهم برترین رستوران‌های جهان قرار گرفت. در سال ۲۰۰۹، فَت داک تنها رستورانی بود که از راهنمای غذای خوب امتیاز ده از ده را دریافت کرد.